# Repentista
Repentista refere-se, em Portugal ou no Brasil, a um poeta que realiza seus poemas por meio de improvisos em forma de repente. Os poetas repentistas inserem-se na tradição da literatura oral e da literatura de cordel de uma determinada região ou país.
O repentista de viola do interior do Nordeste brasileiro faz a chamada "Cantoria", na qual desfila versos improvisados em inúmeras modalidades: sextilhas, mote em sete sílabas, decassílabo, oitavas (estrofes de oito versos), martelos, galopes, etc. No estado do Rio Grande do Sul, o repentista é conhecido como trovador ou payador.

## Repentistas de Portugal
Algarve
- António Aleixo

Estremadura
- João de Sá Panasco

## Repentistas do Brasil
Várias regiões
- Francisco Carvalho
- Lourival Batista
- Otacílio Batista
- Teixeirinha
- Zé Limeira
- Apolônio Cardoso